# Liste de jeux Mega Drive

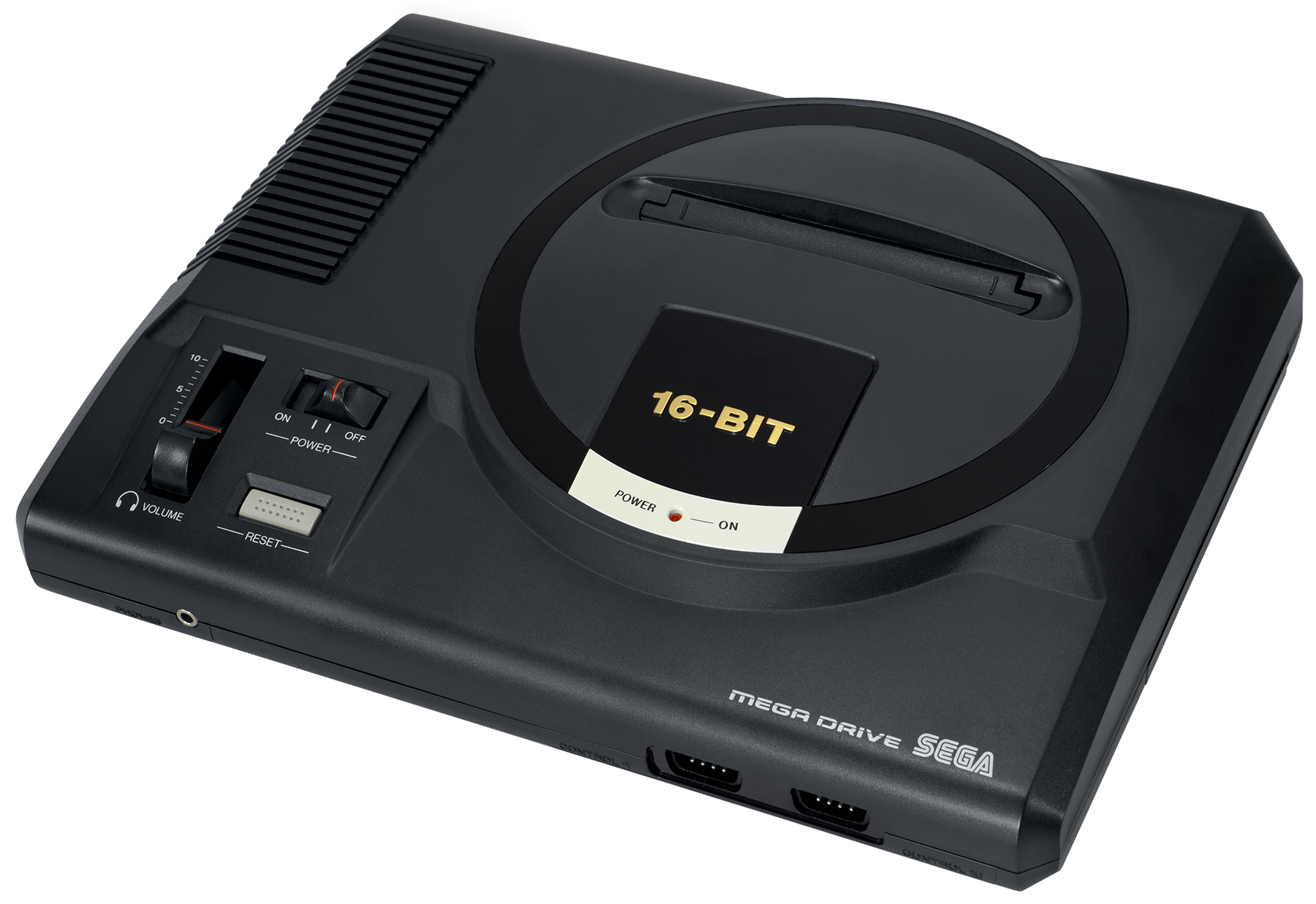
Console de jeu Mega Drive

Liste des jeux vidéo sortis sur Mega Drive, Mega-CD et 32X, classés par ordre alphabétique. Les jeux vidéo qui ne possèdent pas de licence légale sont exclus de la liste.
Légende :
- (32X) = sorti sur 32X
- (CD) = sorti sur Mega-CD
- (+CD) ou (+32X) = sorti sur Mega Drive et sur Mega-CD ou 32X
- J = sorti uniquement au Japon
- Ch = sorti uniquement en Chine sans licence

- Haut – A
- B
- C
- D
- E
- F
- G
- H
- I
- J
- K
- L
- M
- N
- O
- P
- Q
- R
- S
- T
- U
- V
- W
- X
- Y
- Z

## 0-9
- 16t - J
- 16-Tile Mah Jongg
- 3 Ninjas Kick Back (+CD)
- 3×3 Eyes: Seima Densetsu (CD) - J
- 688 Attack Sub

## A
- A-Rank Thunder Tanjōhen (CD) - J
- A Q Renkan Awa
- A Ressha de Ikō MD (Take the "A" Train) - J
- Aa Harimanada - J
- Aaahh!!! Real Monsters
- Action 52
- Addams Family, The
- Addams Family Values
- Advanced Daisenryaku - J
- Adventures of Batman and Robin, The (+CD)
- Adventures of Willy Beamish, The (CD)
- Adventures of Rocky and Bullwinkle and Friends, The
- The Adventures of Mighty Max
- Aero the Acro-Bat
- Aero the Acro-Bat 2
- Aerobiz
- Aerobiz Supersonic
- After Armageddon Gaiden: Majū Tōshōden Eclipse (CD) - J
- After Burner Complete (32X)
- After Burner II
- After Burner III (CD)
- Air Buster
- Air Diver
- Aisle Lord (CD) - J
- Aladdin
- Alex Kidd in the Enchanted Castle
- Alien 3
- Alien Soldier
- Alien Storm
- Alisia Dragoon
- Alshark (CD)
- Altered Beast
- Amazing Tennis
- Amazing Spider-Man vs. The Kingpin, The (+CD)
- American Gladiators
- Andre Agassi Tennis
- Animals!, The (CD)
- Animaniacs
- Annet Futatabi (CD) - J
- Another World
- Aquatic Games, The
- Arch Rivals
- Arcus Odyssey
- Ariel the Little Mermaid
- Arnold Palmer Tournament Golf
- Arrow Flash
- Arslan Senki (CD) - J
- Art Alive!
- Art of Fighting
- Astérix and the Great Rescue
- Astérix et le pouvoir des dieux
- Atomic Robo-Kid
- Atomic Runner
- ATP Tour Championship Tennis
- Australian Rugby League
- Awesome Possum Kicks Dr. Machino's Butt!
- Awogue: Hero in the Sky (+CD) - J
- AWS Pro Moves Soccer
- AX-101 (CD)

## B
- B.O.B.
- Baby's Day Out
- Back to the Future Part III
- Bakuden: Unbalanced Zone (CD) - J
- Ball Jacks
- Ballz
- Barbie: Super Model
- Barbie: Vacation Adventure
- Bari-Arm (CD)
- Barkley: Shut Up and Jam!
- Barkley: Shut Up and Jam! 2
- Barney's Hide and Seek Game
- Bass Masters Classic
- Bass Masters Classic: Pro Edition
- Batman: The Video Game
- Batman Forever
- Batman: Revenge of the Joker
- Batman Returns (+CD)
- Battle Fantasy (CD)
- Battle Golfer Yui - J
- Battle Mania Daiginjô - J
- Battle Squadron
- Battlecorps (CD)
- Battlemaster
- Battletech
- Battletoads
- Battletoads and Double Dragon: The Ultimate Team
- BC Racers (32X, CD)
- Beast Wrestler
- Beauty and the Beast: Belle's Quest
- Beauty and the Beast: Roar of the Beast
- Beggar Prince
- Berenstain Bears, The: Camping Adventure
- Best of the Best: Championship Karate
- Bible Adventures
- Bill Walsh College Football (+CD)
- Bill Walsh College Football 95
- Bimini Run
- Bio-Hazard Battle
- Bio-Ship Paladin
- Bishōjo Senshi Sailor Moon - J
- Blackhawk (32X)
- Blackhole Assault (CD)
- Blades of Vengeance
- Blaster Master 2
- Blockout
- Bloodshot (+CD)
- Blue Almanac - J
- Body Count
- Bonanza Bros.
- Bonkers
- Boogerman: A Pick and Flick Adventure
- Bouncers (CD)
- Boxing Legends of the Ring
- Bram Stoker's Dracula (+CD)
- Brett Hull Hockey 95
- Brian Lara Cricket
- Brian Lara Cricket '96
- Brutal: Above the Claw (32X)
- Brutal: Paws of Fury (+CD)
- Bubba 'n' Stix
- Bubble and Squeak
- Bubsy in: Claws Encounters of the Furred Kind
- Bubsy II
- Buck Rogers: Countdown to Doomsday
- Budokan: The Martial Spirit
- Bugs Bunny in Double Trouble
- Bulls vs. Blazers and the NBA Playoffs
- Bulls vs. Lakers and the NBA Playoffs
- Burai: Hachigyoku no yūshi densetsu (CD) - J
- Burning Force

## C
- Cadash
- Cadillacs and Dinosaurs: The Second Cataclysm (CD)
- Caesars Palace
- Cal Ripken Jr. Baseball
- Caliber .50
- California Games
- Cannon Fodder
- Capcom no Quiz: Tonosama no Yabō (CD) - J
- Captain America and the Avengers
- Captain Planet and the Planeteers
- Captain Tsubasa (CD) - J
- Castle of Illusion
- Castlevania: The New Generation
- Centurion: Defender of Rome
- Chakan
- Champion's World Class Soccer
- Championship Bowling
- Championship Pool
- Championship Pro-Am
- Chaos Engine, The
- Chase H.Q. II
- Cheese Cat-Astrophe starring Speedy Gonzales
- Chester Cheetah
- Chester Cheetah: Wild Wild Quest
- Chi Chi's Pro Challenge Golf
- Chibi Maruko-Chan: Waku Waku Shopping - J
- Chiki Chiki Boys
- Chō Kyūkai Miracle Nine - J
- Chuck Rock (+CD)
- Chuck Rock II: Son of Chuck (+CD)
- ClayFighter
- Cliffhanger (+CD)
- Clue
- Coach K Basketball
- Cobra Command (CD)
- College Football USA 96
- College Football USA 97
- College Football's National Championship
- College Football's National Championship II
- College Slam
- Columns
- Columns III: Revenge of Columns
- Combat Cars
- Comix Zone
- Compton's Interactive Encyclopedia (CD)
- Conquering The World III
- Cool Spot
- Corporation
- Corpse Killer (32X, CD)
- Cosmic Carnage (32X)
- Cosmic Fantasy Stories (CD) - J
- Cosmic Spacehead
- Crack Down
- Crayon Shin-Chan: Arashi no Yobu Enji - J
- Crime Patrol (CD)
- Cross Fire
- Crüe Ball
- Crystal's Pony Tale
- Curse - J
- Cutie Suzuki no Ringside Angel - J
- Cutthroat Island
- Cyberball
- Cyborg 009 (CD) - J
- Cyborg Justice

## D
- Daffy Duck in Hollywood
- Dahna: Megami Tanjō - J
- Daihōshinden (CD) - J
- Dangerous Seed
- Darius II
- Dark Castle
- Dark Wizard (CD)
- Darwin 4081 - J
- Darxide (32X)
- Dashin' Desperadoes
- David Robinson's Supreme Court
- Davis Cup World Tour Tennis
- Daze Before Christmas
- Deadly Moves
- Death and Return of Superman, The
- Death Bringer: The Knight of Darkness (CD)
- Death Duel
- Decap Attack
- Demolition Man (+CD)
- Desert Demolition Starring Road Runner and Wile E. Coyote
- Desert Strike: Return to the Gulf
- Detonator Orgun (CD)
- Devastator (CD)
- Devil's Course
- Devilish
- Devilish Mahjong Tower
- Dick Tracy
- Dick Vitale's "Awesome, Baby!" College Hoops
- Dino Dini's Soccer
- Dino Land
- Dinosaur's Tale, A
- Dinosaurs for Hire
- Disney's TaleSpin
- Divine Sealing
- DJ Boy
- Doki Doki Penguin Land MD - J
- Donald Duck in Maui Mallard
- Doom (32X)
- Doom Troopers: The Mutant Chronicles
- Doraemon: Yume Dorobō to 7-nin no Gozansu - J
- Double Clutch
- Double Dragon
- Double Dragon II: The Revenge
- Double Dragon 3: The Arcade Game
- Double Dragon V: The Shadow Falls
- Double Dribble: The Playoff Edition
- Double Switch (CD)
- Dr. Robotnik's Mean Bean Machine
- Dracula Unleashed (CD)
- Dragon Ball Z : l'Appel du destin
- Dragon Slayer: The Legend of Heroes - J
- Dragon Slayer: The Legend of Heroes II - J
- Dragon: The Bruce Lee Story
- Dragon's Eye Plus Shanghai 3 - J
- Dragon's Fury
- Dragon's Lair (CD)
- Dragon's Revenge
- Duke Nukem 3D
- Dune (CD)
- Dune II : la Bataille d'Arrakis
- Dungeon Explorer (CD)
- Dungeon Master II: The Legend of Skullkeep (CD)
- Dungeons and Dragons: Warriors of the Eternal Sun
- Dyna Brothers - J
- Dyna Brothers 2 - J
- Dynamic Country Club (CD)
- Dynamite Duke
- Dynamite Headdy

## E
- EA Hockey
- Earnest Evans (+CD)
- Earth Defense
- Earthworm Jim (+CD)
- Earthworm Jim 2
- Ecco Jr.
- Ecco the Dolphin (+CD)
- Ecco : Les Marées du temps (+CD)
- Egawa Suguru no Super League CD (CD) - J
- El Viento
- Elemental Master
- Eliminate Down
- Empire of Steel
- ESPN Baseball Tonight (CD)
- ESPN National Hockey Night (CD)
- ESPN NBA Hangtime '95 (CD)
- ESPN Speed World
- ESPN Sunday Night NFL (CD)
- ESWAT: City Under Siege
- Eternal Champions
- Eternal Champions: Challenge from the Dark Side (CD)
- European Club Soccer
- Evander Holyfield's "Real Deal" Boxing
- Ex-Mutants
- Exile
- Exodus: Journey to the Promised Land
- Exosquad
- Eye of the Beholder (CD)

## F
- F1
- F-117 Night Storm
- F1 Circus CD (CD)
- F1 Circus MD
- F1 Grand Prix: Nakajima Satoru
- F1 Super License: Nakajima Satoru
- F1 World Championship Edition
- F-15 Strike Eagle II
- F-22 Interceptor
- Faery Tale Adventure, The
- Fahrenheit (32X, CD)
- Family Feud
- Fantasia
- Fantastic Dizzy
- Fastest 1
- Fatal Fury
- Fatal Fury 2
- Fatal Fury Special (CD)
- Fatal Labyrinth
- Fatal Rewind
- Fengshen Yingjiechuan
- Férias Frustradas do Pica-Pau
- Ferrari Grand Prix Challenge
- FIFA International Soccer (+CD)
- FIFA Soccer 95
- FIFA Soccer 96 (+32X)
- FIFA 97
- FIFA 98 : En route pour la coupe du monde
- Fighting Masters
- Final Fight CD (CD)
- Final Zone
- Fire Mustang - J
- Fire Shark
- Flashback (+CD)
- Flicky
- Flink (+CD)
- Flintstones, The
- Foreman For Real
- Forgotten Worlds
- Formula One World Championship: Beyond the Limit (CD)
- Fous du volant, Les
- Frank Thomas Big Hurt Baseball
- Frog Feast (+CD)
- Frogger
- From TV Animation Slam Dunk: Kyōgō Makkō Taiketsu! - J
- Fun 'n' Games
- Funky Horror Band (CD) - J
- Funny World and Balloon Boy
- Fushigi no Umi no Nadia - J

## G
- G-LOC: Air Battle
- Gadget Twins
- Gaiares
- Gain Ground
- Galaxy Force II
- Gambler Jiko Chūshinha: Katayama Masayuki no Mahjong Dōjō - J
- Gambler Jiko Chūshinha 2: Gekitō! Tokyo Mahjongland Hen (CD) - J
- Game no Kanzume O Tokuyō - J
- Game no Kanzume Vol. 1 (Sega Games Can Vol. 1) (CD) - J
- Game no Kanzume Vol. 2 (Sega Games Can Vol. 2) (CD) - J
- Games: Summer Challenge, The
- Games: Winter Challenge, The
- Garfield: Caught in the Act
- Garry Kitchen's Super Battletank: War in the Gulf
- Gargoyles
- Gauntlet IV
- Gemfire
- Genei Toshi: Illusion City (CD)
- General Chaos
- Generations Lost
- Genghis Khan II: Clan of the Gray Wolf
- George Foreman's KO Boxing
- Ghostbusters
- Ghouls 'n Ghosts
- Gley Lancer - J
- Global Gladiators
- Gods
- Golden Axe
- Golden Axe II
- Golden Axe III
- Golf Magazine: 36 Great Holes Starring Fred Couples (32X)
- Goofy's Hysterical History Tour
- Granada
- Grand Slam: The Tennis Tournament
- Great Circus Mystery starring Mickey and Minnie Mouse, The
- Great Waldo Search, The
- Greatest Heavyweights
- Greendog
- Grind Stormer
- Ground Zero Texas (CD)
- Growl
- Gunship
- Gunstar Heroes
- Gynoug

## H
- Hard Drivin'
- HardBall!
- HardBall III
- HardBall '94
- HardBall '95
- Harukanaru Augusta - J
- Haunting, the
- Havoc
- Head-On Soccer
- Heart of the Alien: Out of this World parts I and II (CD)
- Heavy Nova (+CD)
- Heavy Unit
- Heimdall (CD)
- Hellfire
- Herzog Zwei
- Hit the Ice
- Home Alone
- Home Alone 2: Lost in New York
- Honō no Dōkyūji: Dodge Danpei - J
- Hook (+CD)
- Humans, The
- Hurricanes, The
- Hybrid Front, The - J
- Hyokkori Hyōtanjima - J
- Hyper Marbles

## I
- Ichidant-R - J
- Insector X
- IMG International Tour Tennis
- Immortal, The
- Incredible Crash Dummies, The
- Incredible Hulk, The
- Indiana Jones and the Last Crusade: The Action Game
- Instruments of Chaos starring Young Indiana Jones
- International Rugby
- International Superstar Soccer Deluxe
- Iron Helix (CD)
- Ishido: The Way of Stones
- Ishii Hisaichi no Daiseikai (CD) - J
- It Came from the Desert
- Itchy and Scratchy Game, The
- Izzy's Quest for the Olympic Rings

## J
- J.League Pro Striker - J
- J.League Pro Striker 2 - J
- J.League Pro Striker: Kanzenban - J
- Jack Nicklaus' Power Challenge Golf
- Jaguar XJ 220 (CD)
- James Bond 007: The Duel
- James "Buster" Douglas Knockout Boxing
- James Pond: Underwater Agent
- James Pond 2: Codename RoboCod
- James Pond 3: Operation Starfish
- Jammit
- Jangō World Cup - J
- Janō Tōryūmon - J
- Jantei Monogatari - J
- Jennifer Capriati Tennis
- Jeopardy! (+CD)
- Jeopardy! Deluxe
- Jeopardy! Sports
- Jewel Master
- Jimmy White's Whirlwind Snooker
- Jim Power: In Mutant Planet
- Joe and Mac: Caveman Ninja
- Joe Montana Football
- Joe Montana II: Sports Talk Football
- Joe Montana's NFL Football (CD)
- Joe Montana Sportstalk Football '95
- John Madden American Football
- John Madden Football '92
- John Madden Football '93
- John Madden Football '93: Championship Edition
- Jordan vs. Bird: One-on-One
- Joshua and the Battle of Jericho
- Judge Dredd
- Junction
- Jungle Strike
- Jurassic Park (CD)
- Jurassic Park
- Jurassic Park: Rampage Edition
- Jurassic Park 2: The Lost World
- Justice League Task Force

## K
- Ka-Ge-Ki: Fists of Steel - J
- Kawasaki Superbike Challenge
- Keio Flying Squadron (CD)
- Kick Off 3: European Challenge
- Kid Chameleon
- Kidō Keisatsu Patlabor: 98-Shiki Kidō Seyo! - J
- Kids on Site (CD)
- King Salmon
- King of the Monsters
- King of the Monsters 2
- King's Bounty
- Kishi Densetsu - J
- Kiss Shot
- Klax
- Knuckles' Chaotix (32X)
- Kolibri (32X)
- Krusty's Super Fun House
- Kyūkai Dōchūki - J

## L
- Lakers vs. Celtics and the NBA Playoffs
- Landstalker : Le Trésor du Roi Nole
- Langrisser
- Langrisser II
- Last Action Hero
- Last Battle
- Lawnmower Man, The (+CD)
- Legend of Air Cavalry, The - J
- Legend of Galahad, The
- Légende de Thor, La
- Lemmings
- Lemmings 2: The Tribes
- Lethal Enforcers (+CD)
- Lethal Enforcers II: Gunfighters (+CD)
- LHX: Attack Chopper
- Liberty or Death
- Light Crusader
- Link Dragon
- Links: The Challenge of Golf (CD)
- Livre de la jungle, Le
- Loadstar: The Legend of Tully Bodine (CD)
- Lord Monarch: Tokoton Sentou Densetsu - J
- Lost Vikings, The
- Lotus Turbo Challenge
- Lotus II: R.E.C.S.
- Lunar: Eternal Blue (CD)
- Lunar: The Silver Star (CD)

## M
- M-1 Abrams Battle Tank
- Mad Dog McCree (CD)
- Mad Dog II: The Lost Gold (CD)
- Madden NFL '94
- Madden NFL '95
- Madden NFL '96
- Madden NFL '97
- Madden NFL '98
- Madō Monogatari I
- Magic Bubble
- Magic Girl
- Magical Girl: Silky Lip (CD) - J
- Magical Hat no Buttobi Turbo! Daibōken - J
- Magical Tarurūto-kun - J
- Mahjong Club - J
- Mahjong Cop Ryū: Shiro Ookami no Yabō - J
- Make My Video: INXS (CD)
- Make My Video: Kris Kross (CD)
- Make My Video: Marky Mark and the Funky Bunch (CD)
- Mamono Hunter Yōko: Dai 7 no Keishō - J
- Marble Madness
- Mario Andretti Racing
- Mario Lemieux Hockey
- Marko's Magic Football (+CD)
- Marsupilami
- Mary Shelley's Frankenstein (+CD)
- The Masked Rider: Kamen Rider Zo (CD)
- Master of Monsters
- Master of Weapon
- Maten No Soumetsu
- Math Blaster: Episode 1
- Mazin Wars
- McDonald's Treasure Land Adventure
- Medal City
- Mega Anser
- Mega Bomberman
- Mega Games 1
- Mega Games 2
- Mega Games 3
- Mega Games 4-in-1
- Mega Games 6
- Mega Games 10
- Mega lo Mania
- Mega Man: The Wily Wars
- Mega Q: The Party Quiz Game
- Mega Schwarzschild (CD)
- Mega SWIV
- Mega Turrican
- MegaMind
- MegaPanel - J
- MegaRace (CD)
- Menacer 6-Game Cartridge
- Mercs
- Metal Fangs
- Metal Head (32X)
- Michael Jackson's Moonwalker
- Mickey Mania (+CD)
- Mickey's Ultimate Challenge
- Microcosm (CD)
- Micro Machines
- Micro Machines 2: Turbo Tournament
- Micro Machines: Military
- Micro Machines: Turbo Tournament 96
- Midnight Raiders (CD)
- Midnight Resistance
- MIG-29 Fighter Pilot
- Might and Magic: Gates to Another World
- Might and Magic III: Isles of Terra (CD) - J
- Mighty Morphin Power Rangers
- Mighty Morphin Power Rangers (CD)
- Mighty Morphin Power Rangers: The Movie
- Mike Ditka Power Football
- Minnesota Fats: Pool Legend
- Miracle Piano Teaching System, The
- MK5: Mortal Combat 5 ~Sub Zero~
- MLBPA Baseball
- Monopoly
- Monster World IV - J
- Mortal Kombat (+CD)
- Mortal Kombat II (+32X)
- Mortal Kombat 3
- Motherbase (32X)
- Motocross Championship (32X)
- Mr. Nutz
- Ms. Pacman
- MTV's Beavis and Butt-Head
- Muhammad Ali Heavyweight Boxing
- Musha Aleste: Full Metal Fighter Ellinor
- Mutant League Football
- Mutant League Hockey
- My Paint: The Animated Paint Program
- Mystic Defender
- Mystical Fighter

## N
- NBA Action '94
- NBA Action '95 starring David Robinson
- NBA All-Star Challenge
- NBA Hang Time
- NBA Jam (+CD)
- NBA Jam: Tournament Edition (+32X)
- NBA Live 95
- NBA Live 96
- NBA Live 97
- NBA Live 98
- NBA Showdown
- NCAA Final Four Basketball
- NCAA Football
- Nekketsu Kōkō Dodgeball-bu: Soccer-hen MD
- New Zealand Story, The
- Newman Haas IndyCar featuring Nigel Mansell
- NFL 98
- NFL Football '94 Starring Joe Montana
- NFL Football Trivia Challenge (CD)
- NFL Sports Talk Football '93 Starring Joe Montana
- NFL Quarterback Club (32X)
- NFL Quarterback Club 96
- NFL's Greatest: San Francisco vs. Dallas 1978-1993 (CD)
- NHK Taiga Drama Taiheki: Senki Simulation - J
- NHL All Star Hockey '95
- NHLPA Hockey '93
- NHL Hockey 94
- NHL '95
- NHL '96
- NHL '97
- NHL '98
- Nigel Mansell's World Championship
- Night Striker (CD)
- Night Trap (CD, 32X)
- Nightmare Circus
- Nikkan Sports Pro Yakyū VAN - J
- Ninja Burai Densetsu - J
- Ninja Warriors, The (CD) - J
- No Escape
- Nobunaga no Yabō: Bushō Fūunroku
- Nobunaga no Yabō: Haōden (+CD)
- Nobunaga's Ambition
- Normy's Beach Babe-O-Rama
- Nostalgia 1907 (CD)
- Novastorm (CD)

## O
- Olympic Gold
- Olympic Summer Games '96
- Onslaught
- Ooze, The
- Operation Europe: Path to Victory 1939-45
- Osomatsu-kun: Hachamecha Gekijō - J
- Ottifants, The
- Outlander
- Out Run
- OutRun 2019
- OutRunners

## P
- P.T.O.: Pacific Theater of Operations
- Pac-Panic
- Pac-Man 2: The New Adventures
- Pac-Mania
- Pachinko Kūnyan - J
- Paddle Fighter - J
- Pagemaster, The
- Panic! (CD)
- Panorama Cotton - J
- Paperboy
- Paperboy 2
- Paprium
- Pebble Beach Golf Links
- Pelé
- Pelé's World Tournament Soccer
- Pepen ga Pengo - J
- Pete Sampras Tennis
- PGA European Tour
- PGA Tour 96
- PGA Tour Golf
- PGA Tour Golf II
- PGA Tour Golf III
- Phantasy Star
- Phantasy Star II
- Phantasy Star II: Text Adventure
- Phantasy Star III: Generations of Doom
- Phantasy Star IV: The End of the Millennium
- Phantom 2040
- Phelios
- Pier Solar and the Great Architects
- Pigskin 621 A.D.
- Pink Goes to Hollywood
- Pinocchio
- Pirates of Dark Water, the
- Pirates! Gold
- Pit-Fighter
- Pitfall: The Mayan Adventure (+CD, +32X)
- Pocahontas
- Popful Mail (CD)
- Populous
- Populous II: Two Tribes
- Powerball
- Power Drive
- Power Factory featuring C+C Music Factory (CD)
- Power Instinct
- Powermonger (+CD)
- Predator 2
- Premier Manager
- Premier Manager 97
- Primal Rage (+32X)
- Prime Time NFL Football starring Deion Sanders
- Prince of Persia (+CD)
- Prize Fighter (CD)
- Pro Quarterback Football
- Pro Striker Final Stage
- Pro Yakyū Super League CD (CD) - J
- Probotector
- Psy-O-Blade
- Psychic Detective Series Vol. 3: Aya (CD)
- Psychic Detective Series Vol. 4: Orgel (CD)
- Psycho Pinball
- Puggsy (+CD)
- Pulseman - J
- Punisher, The
- Putter Golf
- Puyo Puyo - J
- Puyo Puyo 2 - J
- Puzzle and Action: Ichidant-R - J
- Puzzle and Action: Tant-R - J
- Pyramid Magic
- Pyramid Magic II
- Pyramid Magic III
- Pyramid Magic Special

## Q
- QuackShot starring Donald Duck
- Quad Challenge
- Quiz Scramble Special (CD) - J

## R
- R.B.I. Baseball '93
- R.B.I. Baseball '94
- R.B.I. Baseball 3
- R.B.I. Baseball 4
- Race Drivin'
- Racing Aces (CD)
- Radical Rex (+CD)
- Raiden Trad
- Rainbow Islands Extra
- Rambo III
- Rampart
- Ranger X - J
- Ranma 1/2 Byakuranaika (CD) - J
- Ransei no Hasha
- Rastan Saga II
- RBI Baseball '95 (+32X)
- RDF: Global Conflict (CD)
- Record of Lodoss War: The War of Heroes (CD) - J
- Record of the Bahamut War - J
- Red Zone
- Ren and Stimpy Show, The: Stimpy's Invention
- Rent a Hero - J
- Revenge of Fu Manchu, The - J
- Revenge of Shinobi, The
- Revenge of the Ninja (CD)
- Revolution X
- Richard Scarry's Busytown
- Riddle Wired - J
- Rings of Power
- Rise of the Dragon (CD)
- Rise of the Robots
- Risk: Parker Brothers' World Conquest Game
- Risky Woods
- Ristar
- Road Avenger (CD)
- RoadBlasters
- Road Rash (+CD)
- Road Rash II
- Road Rash 3 : Tour de force
- Robo Aleste (CD)
- RoboCop 3
- RoboCop versus The Terminator
- Robot Battler - J
- Rock N' Roll Racing
- Rocket Knight Adventures
- Roger Clemens' MVP Baseball
- Roi Lion, le
- Rolling Thunder 2
- Rolling Thunder 3
- Rolo to the Rescue
- Romance of the Three Kingdoms II
- Romance of the Three Kingdoms III: Dragon of Destiny
- Romance of the Three Kingdoms IV: Wall of Fire (32X)
- Romance of the Three Kingdoms V
- Rugby World Cup 1995

## S
- S.S. Lucifer Man Overboard!
- Saint Sword
- Sampras Tennis 96
- Samurai Shodown (+CD)
- San San - J
- Sangokushi Retsuden: Ransei no Eiyū Tachi - J
- Saturday Night Slammasters
- Scholastic's The Magic School Bus: Space Exploration Game
- Schtroumpfs, Les (+CD)
- Schtroumpfs autour du monde, Les
- Scooby-Doo Mystery
- Scrabble
- SeaQuest DSV
- Second Samurai
- Secret of Monkey Island, The (CD)
- Sega Classics Arcade Collection (4-in-1) (CD)
- Sega Classics Arcade Collection (5-in-1) (CD)
- Sega Sports 1 (compilation)
- Seireishin Seiki Fhey Area (CD) - J
- Sekai Shokubo Sohansen: Kinkangun - J
- Sengoku Denshō (CD) - J
- Sensible Soccer (CD)
- Sensible Soccer: European Champions
- Sesame Street Counting Cafe
- Sewer Shark (CD)
- Shadow Blasters
- Shadow Dancer
- Shadow of the Beast
- Shadow of the Beast II (+CD)
- Shadowrun
- Shanghai II: Dragon's Eye
- Shaq Fu
- Sherlock Holmes: Consulting Detective (CD)
- Sherlock Holmes: Consulting Detective: Volume II (CD)
- Shining Force
- Shining Force CD (CD)
- Shining Force II
- Shining in the Darkness
- Shinobi III: Return of the Ninja Master
- Shikinjoh - J
- Shin Megami Tensei (CD) - J
- Shogi no Hoshi - J
- Shove it!… The Warehouse Game
- Shui Hu Feng Yun Zhuan
- Shura no Mon - J
- Side Pocket
- Silpheed (CD)
- SimEarth (CD) - J
- SimEarth: The Living Planet
- Simpsons, The: Bart vs. the Space Mutants
- Simpsons, The: Bart's Nightmare
- Skeleton Krew
- Skitchin'
- Slam City with Scottie Pippen (32X, CD)
- Slap Fight
- Slaughter Sport
- Smash TV
- Snake Rattle 'n' Roll
- Snatcher (CD)
- Snow Bros.: Nick and Tom
- Socket
- Sol-Deace (+CD)
- Sol-Feace (+CD) - J
- Soleil
- Sonic Compilation
- Sonic Eraser
- Sonic the Hedgehog
- Sonic the Hedgehog 2
- Sonic the Hedgehog 3
- Sonic the Hedgehog CD (CD)
- Sonic the Hedgehog Spinball
- Sonic and Knuckles
- Sonic 3D Flickies' Island
- Sorcerer's Kingdom
- Sorcerian - J
- SoulStar (CD)
- Space Ace (CD)
- Space Adventure, The (CD)
- Space Harrier
- Space Harrier II (+32X)
- Space Invaders 90
- Space Turtle Battleship
- Sparkster: Rocket Knight Adventures 2
- Speedball 2
- Spider-Man: Web of Fire (32X)
- Spider-Man and Venom: Maximum Carnage
- Spider-Man and Venom: Separation Anxiety
- Spider-Man and the X-Men: Arcade's Revenge
- Spider-Man: The Animated Series
- Spiritual Warfare
- Spirou
- Splatterhouse 2
- Splatterhouse 3
- Sports Talk Baseball
- Spot goes to Hollywood
- Star Control
- Star Cruiser
- Starblade (CD)
- Starflight
- Stargate
- Star Cruiser
- Star Trek: Deep Space Nine: Crossroads of Time
- Star Trek: The Next Generation: Echoes from the Past
- Star Trek: Starfleet Academy - Starship Bridge Simulator (32X)
- Star Wars Arcade (32X)
- Star Wars Chess (CD)
- Star Wars: Rebel Assault (CD)
- Steel Talons
- Stellar Assault (32X)
- Stellar-Fire (CD)
- Stormlord
- Street Fighter II: Special Champion Edition
- Street Racer
- Streets of Rage
- Streets of Rage 2
- Streets of Rage 3
- Strider
- Strider II
- Striker
- Sub-Terrania
- Summer Challenge
- Sunset Riders
- Superman: The Man of Steel
- Super Baseball 2020
- Super Battleship: The Classic Naval Combat Game
- Super Daisenryaku - J
- Super Fantasy Zone
- Super Hang-On
- Super High Impact
- Super Hydlide
- Super Kick Off
- Super League
- Super Monaco GP
- Super Monaco GP II
- Super Off Road
- Super Real Basketball
- Super Skidmarks
- Super Street Fighter II: The New Challengers
- Super Thunder Blade
- Super Volley Ball
- Supreme Warrior (32X, CD)
- Surgical Strike (32X, CD)
- Surging Aura - J
- Sword of Sodan
- Sword of Vermilion
- Syd of Valis
- Syndicate (+CD)

## T
- T-Mek (32X)
- T2: The Arcade Game
- Taikō Risshiden - J
- Talmit's Adventure
- Target Earth
- Task Force Harrier EX
- Taz in Escape from Mars
- Taz-Mania
- Team USA Basketball
- TechnoCop
- TechnoClash
- Tecmo Cup Football Game
- Tecmo Super Baseball
- Tecmo Super Bowl
- Tecmo Super Bowl II: Special Edition
- Tecmo Super Bowl III: Final Edition
- Tecmo Super Hockey
- Tecmo Super NBA Basketball
- Tecmo World Cup '92
- Teenage Mutant Hero Turtles: The HyperStone Heist
- Teenage Mutant Hero Turtles: Tournament Fighters
- Tel Tel Stadium - J
- Tel Tel Mahjong - J
- Tempo (32X)
- Tenbu Mega CD Special (CD) - J
- Tenkafubu: Eiyūtachi no Hōkō (CD) - J
- Terminator, The (+CD)
- Terminator 2: Judgment Day
- Test Drive II: The Duel
- Tetris
- Theme Park (CD)
- Third World War (CD)
- Thomas the Tank Engine and Friends
- Thunder Force II
- Thunder Force III
- Thunder Force IV
- Thunder Fox
- Thunder ProWrestling Retsuden - J
- Thunderhawk (CD)
- Tick, The
- Time Gal (CD)
- Time Killers
- TinHead
- Tintin au Tibet
- Tiny Toon Adventures: ACME All-Stars
- Tiny Toon Adventures: Buster's Hidden Treasure
- Titi et Grosminet dans une aventure infernale
- TNN Bass Tournament of Champions
- TNN Outdoors '96
- Todd's Adventures in Slime World
- ToeJam and Earl
- ToeJam and Earl in Panic on Funkotron
- Toki
- Tom and Jerry: Frantic Antics!
- Tomcat Alley (CD)
- Tony La Russa Baseball
- Tony La Russa Baseball '95
- Top Gear 2
- Top Pro Golf - J
- Top Pro Golf 2 - J
- Total Football
- Toughman Contest (+32X)
- Tougi Ou: King Colossus
- Toxic Crusaders
- Toy Story
- Toys: Let the Toy Wars Begin!
- Trampoline Terror!
- Traysia
- Triple Play '96
- Triple Play: Gold Edition
- Trivial Pursuit: Interactive Multimedia Game (CD)
- Trouble Shooter
- Troy Aikman NFL Football
- True Lies
- Truxton
- Turbo Out Run
- Turrican
- Twin Cobra: Desert Attack Helicopter
- Twin Hawk
- Twinkle Tale - J
- Two Crude Dudes

## U
- Uchuu Senkan Gomora - J
- Ultimate Mortal Kombat 3
- Ultimate Soccer
- Ultracore (+CD)
- Ultraman
- Ultraverse Prime (CD)
- Uncharted Waters
- Uncharted Waters II: New Horizons
- Undeadline - J
- Universal Soldier
- Unnecessary Roughness '95
- Urban Strike
- Urusei Yatsura: Dear My Friends (CD) - J

## V
- Valis: The Fantasm Soldier
- Valis III
- Vapor Trail
- Vay (CD)
- Vectorman
- Vectorman 2
- Verytex - J
- Viewpoint
- Virtua Fighter (32X)
- Virtua Fighter 2
- Virtua Racing
- Virtua Racing Deluxe (32X)
- Virtual Bart
- Virtual Pinball
- Virtual VCR: The Colors of Modern Rock (CD)
- Vixen 357 - J
- Volfied - J
- VR Troopers

## W
- Wacky Worlds
- Waialae no Kiseki - J
- Wani Wani World
- Warau Salesman (CD) - J
- Wardner
- Warlock
- WarpSpeed
- Warrior of Rome
- Warrior of Rome II
- Wayne Gretzky and the NHLPA All-Stars
- Wayne's World
- Weaponlord
- Wheel of Fortune
- Wheel of Fortune (CD)
- Where in the World is Carmen Sandiego?
- Where in Time is Carmen Sandiego?
- Whip Rush
- Who Shot Johnny Rock? (CD)
- Wild Woody (CD)
- Williams Arcade's Greatest Hits
- Wimbledon Championship Tennis
- Wing Commander (CD)
- Winning Post (CD) - J
- Winter Challenge
- Winter Olympics: Lillehammer '94
- Wirehead (CD)
- Wiz 'n' Liz
- Wolfchild (+CD)
- Wolverine: Adamantium Rage
- Wonder Boy III: Monster Lair
- Wonder Boy in Monster World
- Wonder Dog (CD)
- World Championship Soccer II
- World Class Leader Board
- World Cup Italia '90
- World Cup USA '94 (+CD)
- World Heroes
- World of Illusion
- World Series Baseball
- World Series Baseball '95
- World Series Baseball '96
- World Series Baseball '98
- World Series Baseball starring Deion Sanders (32X)
- Worms
- Wrestle War
- WWF Rage in the Cage (CD)
- WWF Raw (+32X)
- WWF Royal Rumble
- WWF Super WrestleMania
- WWF WrestleMania: The Arcade Game (+32X)

## X
- XDR: X-Dazedly-Ray - J
- X-Men
- X-Men 2: Clone Wars
- X-Perts
- Xenon 2: Megablast

## Y
- Yang Warrior Family, The - Ch
- Yase Zhuanshuo - Ch
- Yogi Bear: Cartoon Capers
- Ys III: Wanderers from Ys
- Yumemi Mystery Mansion (CD)
- Yumimi Mix (CD) - J
- Yū Yū Hakusho Gaiden - J
- Yū Yū Hakusho: Sunset Fighters

## Z
- Zan Yasha Enbukyoku - J
- Zany Golf
- Zero the Kamikaze Squirrel
- Zero Tolerance
- Zero Wing
- Zombies Ate My Neighbors
- Zool
- Zoom!
- Zoop

- Haut – A
- B
- C
- D
- E
- F
- G
- H
- I
- J
- K
- L
- M
- N
- O
- P
- Q
- R
- S
- T
- U
- V
- W
- X
- Y
- Z